# Кимбембе, Девилер Арсен
Девилер Арсен Кимбембе (фр. Devilert Arsene Kimbembe; род. 14 сентября 1984, Браззавиль) — конголезский легкоатлет, специалист по бегу на короткие дистанции. Выступал за сборную Республики Конго по лёгкой атлетике в 2003—2013 годах, победитель и призёр первенств национального значения, участник летних Олимпийских игр в Лондоне.

## Биография
Девилер Арсен Кимбембе родился 14 сентября 1984 года в Браззавиле, Республика Конго.
Впервые заявил о себе на международном уровне в сезоне 2003 года, когда вошёл в состав конголезской национальной сборной и выступил на Всеафриканских играх в Абудже — стартовал в беге на 200 метров и эстафете 4 × 100 метров.
В 2004 году в тех же дисциплинах соревновался на домашнем чемпионате Африки в Браззавиле.
В 2005 году бежал 100 и 200 метров на Играх франкофонов в Ниамее.
На чемпионате Африки 2006 года в Бамбусе состязался на дистанциях 100 и 200 метров.
В 2009 году на Играх франкофонов в Бейруте дошёл до полуфинала в беге на 100 метров и занял пятое место в беге на 200 метров. Был заявлен на чемпионат мира в Берлине, но в итоге на старт здесь не вышел.
В 2010 году выступил в дисциплинах 100 и 200 метров на чемпионате Африки в Найроби.
В 2011 году бежал 100 и 200 метров на Всеафриканских играх в Мапуту. Отметился выступлением на чемпионате мира в Тэгу, где в зачёте 100-метровго бега остановился на стадии четвертьфиналов.
В 2012 году в дисциплинах 100 и 200 метров выступал на чемпионате Африки в Порто-Ново. Благодаря череде удачных выступлений удостоился права защищать честь страны на летних Олимпийских играх в Лондоне — в программе бега на 100 метров благополучно преодолел предварительный этап, проводившийся среди спортсменов без олимпийского квалификационного норматива, но в следующем забеге финишировал последним и выбыл из борьбы за медали.
В 2013 году участвовал в беге на 100 метров на чемпионате мира в Москве.
Завершил спортивную карьеру по окончании сезона 2019 года.